# 32 Pomona
32 Pomona eller 1945 RB är en asteroid upptäckt av den tyske astronomen H. Goldschmidt den 26 oktober 1854 i Paris. Pomona är uppkallad efter den romerska fruktens och trädgårdarnas gudinna.